# Hochschule für Technik Rapperswil

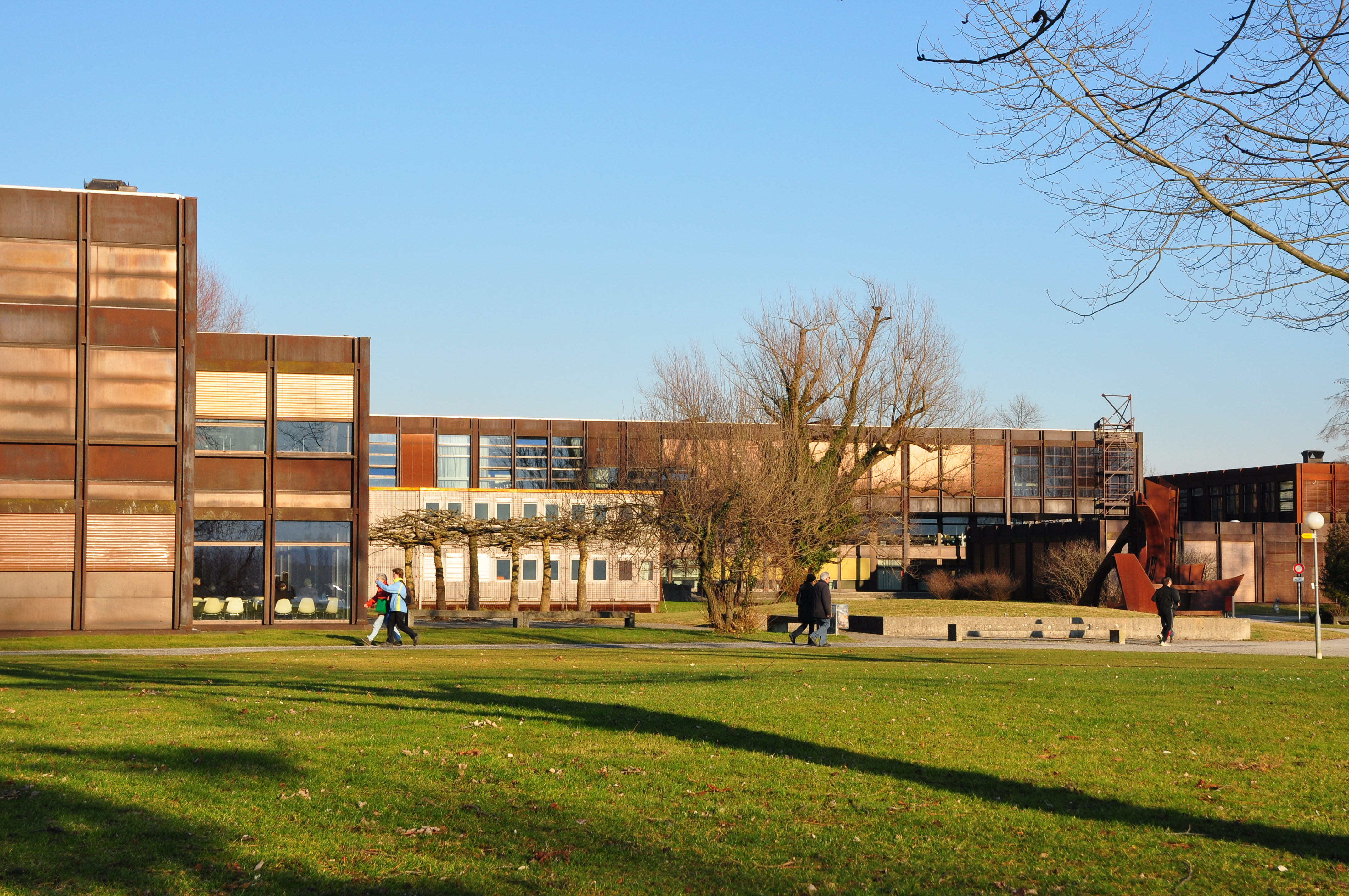
Hochschule für Technik Rapperswil

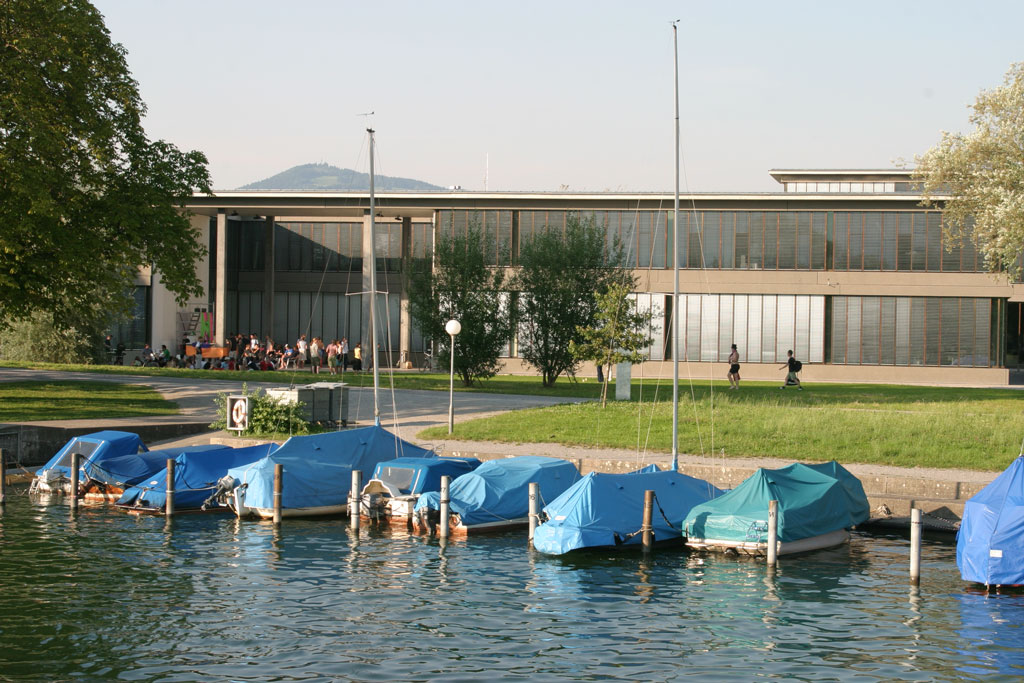
HSR mit seenahem Gebäude und Bachtel im Hintergrund

Die HSR Hochschule für Technik Rapperswil war eine Teilschule der Fachhochschule Ostschweiz. 2020 ging sie in der neu gegründeten OST – Ostschweizer Fachhochschule auf.
Die HSR war in den Bereichen Technik und Informationstechnologie sowie Bau- und Planungswesen tätig. Die HSR bildete rund 1600 Studierende aus: In den acht Bachelor-Studiengängen Bauingenieurwesen, Elektrotechnik, Erneuerbare Energien und Umwelttechnik, Informatik, Landschaftsarchitektur, Maschinentechnik | Innovation, Wirtschaftsingenieurwesen sowie Raumplanung sowie im «Master of Science in Engineering MSE» mit sieben verschiedenen Vertiefungen. An der HSR lehrten rund 80 Professoren sowie 220 Dozenten. An den 16 Instituten im Bereich der anwendungsorientierten Forschung- und Entwicklung (aF&E) sowie im Dienstleistungsbereich waren gut 210 wissenschaftliche Mitarbeitende beschäftigt.
Die HSR bot berufsbegleitende Weiterbildungen in den Bereichen Bau und Planung, Energie und Umwelt sowie Technik und IT an. Im Zentrum des Angebotes standen die eidgenössisch anerkannten Weiterbildungsmaster (Master of Advanced Studies MAS), die zu einem Diplom und geschützten Titeln führten. Zum Angebot zählten ausserdem Zertifikatslehrgänge (Certificate of Advanced Studies CAS), Diplomlehrgänge, Weiterbildungskurse und branchenspezifische Weiterbildungen für Firmen, Verbände und Organisationen.

## Geschichte
Die Hochschule wurde 1972 als Interkantonales Technikum Rapperswil (ITR) von den Kantonen Zürich, St. Gallen, Schwyz und Glarus gegründet. 1998 erhielt das ITR rückwirkend auf 1997 den Status einer Fachhochschule, was die neue Bezeichnung HSR Hochschule für Technik Rapperswil zur Folge hatte.
Aufgrund einer Neustrukturierung der kantonalen Hochschullandschaft trat der Kanton Zürich 2008 aus dem Träger-Konkordat aus. Die Hochschule wurde nun von den Kantonen St. Gallen, Schwyz und Glarus getragen. Im Jahr 2013 erfolgte der Spatenstich für zwei Neubauten: ein Studentenwohnheim und ein Forschungszentrum. Das Wohnheim ging im September 2014 in Betrieb und bot Wohnraum für 100 Studierende. Das Forschungszentrum wurde am 22. April 2016 offiziell eröffnet. Der Neubau kostete rund 42 Millionen Franken. Im September 2018 wurde ein zweites Wohnheim mit 88 Zimmern eröffnet.
Die Hochschule belegte im Bildungsranking 2018 von eduwo den ersten Platz.
Per 1. September 2020 wurde die HSR Hochschule für Technik in Rapperswil aufgelöst und in die OST – Ostschweizer Fachhochschule als einer von drei Standorten eingegliedert. Es wurden in Rapperswil zwei Fachbereiche angesiedelt: Informatik und Architektur, Bau und Planung (der Fachbereich Technik wird in der OST vom Standort Buchs aus geleitet).

## Institute
Die Fachkompetenzen waren in 16 Instituten und weiteren Kompetenzzentren konzentriert.
Technik und Informationstechnologie:
- Institut für Kommunikationssysteme (ICOM)
- Institut für Mikroelektronik und Embedded Systems (IMES)
- Institut für Energietechnik (IET)
- Institut für Laborautomation und Mechatronik (ILT)
- Institut für Produktdesign, Entwicklung und Konstruktion (IPEK)
- Institut für Werkstofftechnik und Kunststoffverarbeitung (IWK)
- Institut für Anlagen- und Sicherheitstechnik (SITEC)
- Institut für Solartechnik (SPF)
- Institut für Umwelt- und Verfahrenstechnik (UMTEC)
- Institut für Software (IFS)
- Institute for Networked Solutions (INS)

Bau- und Planungswesen:
- Institut für Bau und Umwelt (IBU)
- Institut für Landschaft und Freiraum (ILF)
- Institut für Raumentwicklung (IRAP)

Transdisziplinär:
- Institut für Kommunikation und Interkulturelle Kompetenz (IKIK)
- Institut für Wissen, Energie und Rohstoffe Zug (WERZ)

### Institut für Kommunikationssysteme
Das Institut für Kommunikationssysteme (ICOM) ging 2005 aus den beiden Fachstellen für Mobilkommunikation und Digitale Medien hervor. Das ICOM entwickelte Hardware und Software für alle Arten von drahtlosen und IP-basierten Kommunikationssystemen. Dazu zählten Drahtloskommunikation, Sensor- und Regelnetzwerke ebenso wie Signalübertragung und Sprach-, Bild- und Videoverarbeitung.

### Institut für Mikroelektronik und Embedded Systems
Das Institut für Mikroelektronik und Embedded Systems (IMES) führte Forschungs- und Entwicklungsprojekte im Bereich von Mikroelektronik und FPGA-Schaltungsentwicklung, Embedded Systems, Elektronikentwicklung und Sensorik in Zusammenarbeit mit Industriepartnern durch. Dazu zählten Machbarkeitsstudien, Prototypenentwicklungen und Beratungsservice. Das IMES führte Nachdiplom-Studiengänge in Mikroelektronik durch.

### Institut für Energietechnik
Das Institut für Energietechnik (IET) war im Bereich Energie Forschungs- und Entwicklungspartner der Industrie. Mit dem Fachwissen der Mitarbeitenden, einem grossen Netzwerk, den Labors und der umfangreichen Messtechnik führte das Institut Projekte für Unternehmen durch: Produkt-Neuentwicklungen, Demonstrationsprojekte, Fallstudien, Analysen, Messungen und Expertisen. Das IET beteiligte sich aktiv an der Neugestaltung der Schweizer Energieversorgung. Am IET war das Microsoft Innovation Center for Technical Computing angesiedelt.

### Institut für Laborautomation und Mechatronik
Das Institut für Laborautomation und Mechatronik (ILT) war auf angewandte Forschung und Entwicklung im interdisziplinären Gebiet der Mechatronik spezialisiert. Durch ganzheitliches Systemdenken und systematische Vorgehensweise unterstützte das ILT Partner aus der Industrie bei der Automatisierung von Prozessen sowie bei der Entwicklung und Realisierung mechatronischer Systeme. Die Dienstleistungen deckten den gesamten Entwicklungsprozess von der Machbarkeitsstudie bis hin zum Serienanlauf ab.

### Institut für Produktdesign, Entwicklung und Konstruktion
Das Institut für Produktdesign, Entwicklung und Konstruktion (IPEK) befasste sich mit allen Aspekten rund um das Thema Produkt: Markt- und Produktanalysen, Produktinnovation, Entwicklung und Produktion sowie Datenmanagement und industrielle Prozesse. Am Institut wurden Produkte, Lösungen und Technologien entwickelt, deren Resultate in Lehre und Wirtschaft einflossen. Das IPEK unterstützte Wirtschaftspartner von der Antragstellung bis zur Durchführung der Projekte.

### Institut für Werkstofftechnik und Kunststoffverarbeitung
Die Fachkompetenzen des Institut für Werkstofftechnik und Kunststoffverarbeitung (IWK) umfassten Werkstoffe (Kunststoffe, Metalle, Leichtbau- und Verbundwerkstoffe), Compoundierung (Materialentwicklung), das Konstruieren mit Kunststoffen (Berechnung und Gestaltung), Leichtbau (Composites, Leichtmetalle, Multimaterialstrukturen), Prozesstechnik (Optimierung von Prozessen und Werkzeugen: Spritzgiessen, Extrusion, Harzinjektion, Thermoformen usw.), Verbindungstechnik (Kleben, Schweissen usw.) und CAE (Simulation von Bauteilverhalten und Herstellvorgang zur Produkt-, Werkzeug- und Prozessauslegung; CAD, FEM).

### Institut für Anlagen- und Sicherheitstechnik
Das Institut für Anlagen- und Sicherheitstechnik (SITEC) löste maschinentechnische Probleme von Betreibern, aber auch Behörden und Herstellern. Dazu zählten Produkte- und Prozesssicherheit in der Entwicklung und im Betrieb, Bemessungen und konzeptionelle Arbeiten. Die Kernkompetenzen des SITEC umfassten die Bereiche Kraftwerke, allgemeine Maschinenindustrie, Konformität, Seilbahntechnik, Schwingung & Akustik und FE-Analysen.

### Institut für Solartechnik
Das Institut für Solartechnik (SPF) betrieb ein breit ausgerichtetes Forschungslabor für erneuerbare Energien und ein international akkreditiertes Prüflabor. Das Institut beschäftigte sich mit den Bereichen Erforschung und Entwicklung innovativer Komponenten, Systeme und Prozesse. Schwerpunkte waren Energieeffizienz und Erneuerbare Energien, im Besonderen Solarwärme und Photovoltaik. Zentral war die Charakterisierung einzelner Komponenten sowie die Kombination verschiedener Energietechniken wie Solarthermie, Photovoltaik und Wärmepumpen zu optimierten Gesamtsystemen.

### Institut für Umwelt- und Verfahrenstechnik
Das Institut für Umwelt- und Verfahrenstechnik (UMTEC) entwickelte Verfahren in der klassischen anwendungsorientierten Umwelttechnik und forschte an innovativen Anwendungen in fachverwandten Bereichen zusammen mit sowie im Auftrag von Behörden und Industriepartnern. Die Tätigkeiten in der angewandten Forschung und Entwicklung zielten auf die Minimierung der Umweltauswirkungen von Schadstoffen in Abfall, Sicker- und Abwasser sowie von Abgasen. Am Institut wurden Technologien entwickelt, um Ressourcen ökonomisch und ökologisch nachhaltiger zu bewirtschaften.

### Institut für Software
Das Institut für Software (IFS) bearbeitete alle Fragestellungen rund um die Softwareentwicklung. Schwerpunkte waren moderne agile Softwareentwicklungsmethodik, Human Computer Interaction Design sowie Datenbanken und Geoinformatik/GIS. Das Angebot umfasste Beratung, Studien, Coaching und Softwareentwicklung. Das IFS bot ein Nachdiplomstudium im Bereich Software Engineering an.

### Institute for Networked Solutions
Das Institute for Networked Solutions (INS) war in den Bereichen Cloud Networking, Network Automation, Software Engineering und Cyber Security tätig. Das INS betrieb angewandte Forschung und bietet Projektunterstützung, unabhängige Beratungsdienstleistungen sowie kundenspezifische Weiterbildungen in seinen Kompetenzbereichen an. Als grösste Cisco Networking Academy der Schweiz bildete das Institut CCNA-, CCNP- und CCIE-Lehrgangsteilnehmende auf ihrem Weg zu Netzwerkspezialisten aus. Zudem verfügte es als erste Fachhochschule in der Schweiz über den Status der AWS Academy.

### Institut für Bau und Umwelt
Das Institut für Bau und Umwelt (IBU) befasste sich mit Problemen aus der Praxis des Bauingenieurwesens. Mit Hilfe wissenschaftlicher Methoden entwickelte das Institut anwendungsorientierte Lösungen im Auftrag öffentlicher und privater Bauherren und vielfach in Zusammenarbeit mit Ingenieur- und Planungsbüros. Das Institut bestand aus fünf Fachstellen mit eigenen Labors, in denen Messungen und physikalische und numerische Simulationen durchgeführt wurden.

### Institut für Landschaft und Freiraum
Das Institut für Landschaft und Freiraum (ILF) erarbeitete innovative Werkzeuge sowie anwendungsorientierte Lösungen. Diese umfassten die gesamte Spannbreite der Landschaftsarchitektur von kleinen bis zu grossen Massstäben. Das ILF unterstützte Akteure in Verwaltung, Wirtschaft und Politik effizient und praxisnah, insbesondere Gemeinden, Fachstellen der Kantone und des Bundes und die Privatwirtschaft. Das Institut war eng verknüpft mit dem Studiengang Landschaftsarchitektur an der HSR.

### Institut für Raumentwicklung
Das Institut für Raumentwicklung (IRAP) war in den Bereichen Raum-, Verkehrs- und Stadtplanung tätig. Im Fokus standen die funktional stark vernetzten und dicht besiedelten Räume der Schweiz, die Herausforderungen dieser Räume für Planungspolitik und -praxis sowie handlungsorientierte Lösungen für ihre nachhaltige Weiterentwicklung. Das IRAP unterstützte Verwaltungen, Politik und Unternehmen mit realitätsnaher Forschung, Beratung und Prozessmanagement.

### Institut für Kommunikation und Interkulturelle Kompetenz
Das Institut für Kommunikation und interkulturelle Kompetenz (IKIK) unterstützte Unternehmen, öffentliche Institutionen und soziale Einrichtungen bei der Verbesserung ihrer mündlichen, schriftlichen und interkulturellen Kommunikation. Das Institut beschäftigt sich mit anwendungsorientierter Forschung sowie mit Beratung, Training und Coaching. Das Communication Coaching Lab des ikik beriet zu individuellen rhetorischen und kommunikativen Fähigkeiten, zur Vorbereitung von Reden und Präsentationen sowie auf interkulturelle Tätigkeiten.

### Institut für Wissen, Energie und Rohstoffe Zug
Das Institut für Wissen, Energie und Rohstoffe Zug (WERZ) befasste sich mit Energie und Ressourceneffizienz in Industrie-, Gewerbe- und Dienstleistungsunternehmen. WERZ wurde 2010 als interdisziplinäres Kooperationsprojekt von der HSR Hochschule für Technik Rapperswil und dem Kanton Zug gegründet. Im Vordergrund stand der Wissenstransfer zwischen angewandter Forschung und Entwicklung und der Wirtschaft.

## Kompetenzzentren
- Archiv für Schweizer Landschaftsarchitektur
- DigitalLab@HSR
- Fuss- und Veloverkehr
- Geoinformation
- Infrastruktur und Lebensraum
- Kunststoffe im Bauwesen KIB
- Microsoft Innovation Center
- Wohnumfeld

## Kooperationen
Die Hochschule gehörte zum Verbund Internationale Bodensee-Hochschule. Ihr waren diverse Vereine angegliedert, so beispielsweise der Verein der Studierenden an der HSR (VSHSR), die Vereinigung der Dozierenden an der HSR (VD-HSR) sowie der Verein Alumni HSR, der mit der GV 2015 aus dem Verein ETR (Ehemalige Studierende der Hochschule Rapperswil) hervorging, welcher seit 1975 bestand.
Die HSR pflegte Kontakte zu Privatunternehmen, zu Partner-Hochschulen in Europa, Asien und Amerika sowie zu Kompetenznetzwerken.
Ein Beispiel für eine Kooperation im Bereich Informatik ist die Gründung des ersten Microsoft Innovation Centers (MIC) in der Schweiz. Das an der HSR angesiedelte MIC war eine gemeinsame Initiative von Microsoft Schweiz und der HSR. Das Zentrum unterstützte Softwarehersteller mit Schulungs- und Beratungsangeboten.
An der HSR wurde auch Open-Source-Software gefördert (z. B. das mit dem CH Open Source Swissness Award 2009 ausgezeichnete strongSwan Projekt).